# 2007 VJ302
2007 VJ302 est un transneptunien faisant partie de cubewanos, de magnitude absolue 6,6.
Son diamètre est estimé à environ 200 km.